# Vanessa Odermatt
Vanessa Odermatt (* 17. Juli 1990) ist eine deutsche Politikerin (CDU). Seit 2022 ist sie Abgeordnete im Landtag Nordrhein-Westfalen.

## Leben
Odermatt wuchs im Mönchengladbacher Stadtteil Wickrath auf und legte ihr Abitur am Gymnasium Odenkirchen ab. Anschließend absolvierte sie ein duales Studium an der Hochschule für Finanzen Nordrhein-Westfalen in Nordkirchen, das sie 2016 als Diplom-Finanzwirtin (FH) abschloss. 2019 schloss sie ein Masterstudium des Steuerrechts an der Hochschule Aalen ab. Von 2013 bis 2018 war sie als Steuerinspektorin in den Finanzämtern in Leverkusen und Grevenbroich tätig. Seit 2020 ist sie Mitglied des Stadtrats von Mönchengladbach. Von 2018 bis 2022 arbeitete sie im Ministerbüro des Ministeriums der Finanzen des Landes Nordrhein-Westfalen in den Bereichen „Strategische Planung“ und „Reden und politische Koordination“.

## Politik
Odermatt ist seit 2007 Mitglied der CDU. Sie ist seit 2020 Mitglied des Stadtrats von Mönchengladbach. Bei der Landtagswahl in Nordrhein-Westfalen 2022 gewann sie das Direktmandat im Landtagswahlkreis Mönchengladbach I.